# Dražan Jerković
Dražan Jerković (6 tháng 8 năm 1936 tại Šibenik - 9 tháng 12 năm 2008 tại Zagreb) là một cầu thủ bóng đá Croatia, chơi ở vị trí tiền đạo. Ông cũng còn là một huấn luyện viên bóng đá.
Ở tầm mức câu lạc bộ, ông chơi cho Dinamo Zagreb (1954–65) và FC Gantoise (1965). Những chấn thương nghiêm trọng đã buộc ông phải giải nghệ sớm khi đang ở đỉnh cao của sự nghiệp. Với Dinamo Jerković có được danh hiệu vô địch quốc gia năm 1958 và Cúp quốc gia các năm 1960 và 1965. Trong 315 trận đá cho Dinamo ông đã ghi được 300 bàn thắng.
Ở cấp độ đội tuyển, Jerković thi đấu cho Nam Tư từ 1960 đến 1964, ghi được 11 bàn thắng trong 21 lần khoác áo đội tuyển. Ông thi đấu ở hai giải đấu lớn là Euro 1960 và World Cup 1962. Jerković cũng có tên trong đội tuyển Nam Tư tham dự World Cup 1958 nhưng không được ra sân.
Tại Euro 1960 ông ghi được 2 bàn vào lưới Pháp ở bán kết, góp phần giúp Nam Tư thắng 5-4. Tại chung kết, Nam Tư chỉ chịu thua Liên Xô sau hai hiệp phụ, nhận giải nhì.
Tại World Cup 1962 Jerković ghi được 4 bàn thắng và chia sẻ danh hiệu Vua phá lưới với 5 cầu thủ khác. Nam Tư xếp thứ tư ở giải này.
Jerković còn thi đấu 1 trận quốc tế duy nhất cho Croatia trước khi đội tuyển Croatia sáp nhập vào đội tuyển Nam Tư ở trận gặp Indonesia năm 1956. Ông cũng là huấn luyện viên đầu tiên của đội tuyển Croatia sau khi tách khỏi Nam Tư từ 1990 đến 1992.